# 최윤선 (프로게이머)
최윤선(1988년 3월 26일 ~ )은 대한민국의 전직 스타크래프트 프로게이머이다. yoOn라는 아이디를 사용하며, 종족은 프로토스이다.
삼성전자 칸 소속이였다.
2007년 상반기 드래프트에서 삼성전자 칸의 2차 지명으로 입단하였다.
2009년 12월에 로스터에서 말소됨과 동시에 은퇴하였다.

## 수상 경력
- 2007년 1월 제28회 커리지 매치 입상
- 2007년 8월 2007 서울 국제 e스포츠 페스티벌 스타크래프트 256강전 32강
- 2008년 6월 곰TV TG삼보-인텔 클래식 2008 시즌1 32강